# Day of the Fight
A Day of the Fight (A meccs napja) Stanley Kubrick első rövid dokumentumfilmje, amelyet 1951-ben mutattak be. A film narrátora Douglas Edwards volt.

## Cselekménye
A fekete-fehér dokumentumfilm a profi ökölvívás világát mutatja be. Kiderül belőle, hogy az Amerikai Egyesült Államokban hatezer profi bokszoló volt a film készítésekor, de közülük mindössze hatszázan tudtak megélni belőle, jó körülményeket pedig csak hatvanan tudtak maguknak teremteni. A többiek kénytelenek voltak munka mellett sportolni. A film fókuszában a New York-i Walter Cartier 1950. április 17-ei mérkőzése áll. A Day of the Fight a meccs napját örökíti meg. A kamera bemutatja az ébredés utáni pillanatokat, elkíséri Cartier-t a templomba, az orvosi vizsgálatra, majd a mérkőzésre, amelyet megnyer Bobby James ellen.

## Készítése
A filmnek két változata van, egy rövidebb és egy hosszabb. A rövidebb rendezőjeként és producereként is Kubrick van feltüntetve, míg a másikon Kubrick csak rendezőként, míg producerként Jay Bonafield szerepel. A rövidebb változat egy plakáttal indul, amely Walter Cartier és Bobby James mérkőzésére invitálja az érdeklődőket. A hosszabb verzióban ez a kezdés után 4 perc 25 másodperc után tűnik fel. A plusz időt elsősorban más ökölvívó-mérkőzéseken készített felvételek töltik ki. Különbségek vannak a narrátor által elmondott szövegek között is.